# Cissus pteroclada
Cissus pteroclada là một loài thực vật hai lá mầm trong họ Nho. Loài này được Hayata miêu tả khoa học đầu tiên năm 1912.